# Ronald Snook
Ronald "Ron" Snook (født 5. maj 1972 i Dalwallinu) er en australsk tidligere roer.
Snook var en del af den australske dobbeltfirer, deltog i OL 1996 i Atlanta. Bådens øvrige besætning var Duncan Free, Janusz Hooker og Bo Hanson. Australierne vandt deres indledende heat og blev nummer to i semifinalen. I finalen hentede de bronze efter tyskerne, der vandt guld, og amerikanerne på sølvpladsen.

## OL-medaljer
- 1996:  Bronze i dobbeltfirer